# Grodzisk (powiat węgrowski)
Grodzisk – wieś w Polsce położona w województwie mazowieckim, w powiecie węgrowskim, w gminie Grębków, nad rzeką Liwiec.Ma status sołectwa.
| SIMC    | Nazwa            | Rodzaj    |
| ------- | ---------------- | --------- |
| 0672053 | Kolonia Grodzisk | część wsi |

W latach 1975–1998 miejscowość należała administracyjnie do województwa siedleckiego.
Wierni kościoła rzymskokatolickiego należą do parafii św. Leonarda w Liwie.

## Zabytki
- Grodzisko - we wsi zachowało się jedno z najstarszych grodzisk okresu wczesnopiastowaskiego na Mazowszu i jedno z największych. Jego I faza datowana jest na IX-IX/X wiek. W II fazie w 1 poł. XI wieku powstał potężny wał obejmujący obszar około 5 ha. Było to centrum wczesnośredniowiecznej organizacji terytorialnej na tym obszarze. Na północ od grodu znajduje się cmentarzysko szkieletowe z okresu jego funkcjonowania mające cechy nekropolii przykościelnej. Gród funkcjonował do końca XII lub początku XIII wieku. Być może gród został zniszczony w związku z najazdem prusko-litewskim w 1262 roku. Pod koniec XIII wieku centrum administracyjne przeniesiono wraz ze starą nazwą 5 km na północ w rejon obecnego zamku w Liwie. Szacowana długość wału to prawie 900 m, z czego zachowało się do dzisiaj 760 metrów. Wał zachodni ma do dzisiaj 6 metrów wysokości. Powierzchnia całego kompleksu wynosi ok. 5 ha, czyli miało wielkość Wawelu[9]. Przypuszczalnie gród stanowił parę z grodziskiem w Niewiadomej.